# NGC 7295
NGC 7295 في الفهرس العام الجديد، هي مجرة، تقع في كوكبة العظاءة. اكتشفت في 14 أكتوبر 1787 بواسطة ويليام هيرشل، وبواسطة جون هيرشل.

## روابط خارجية
- NGC 7295 على موقع ويكي سكاي: DSS2, SDSS, GALEX, IRAS, Hydrogen α, X-Ray, Astrophoto, Sky Map, Articles and images